# Louise Emmanuelle Mabulo

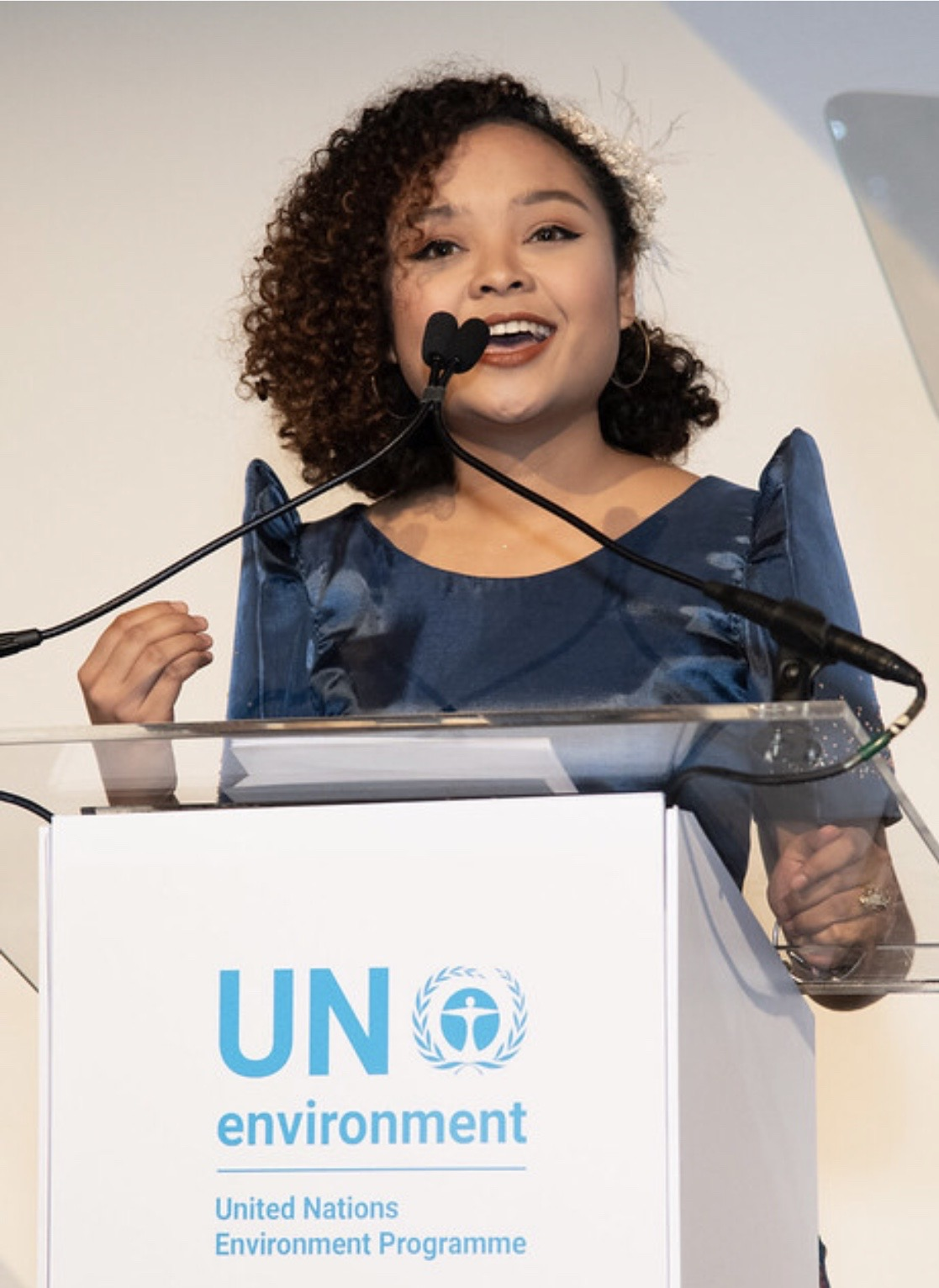
Louise Mabulo (2019)

Louise Emmanuelle de Guzman Mabulo (geb. 12. September 1998 in Manila) ist eine philippinische Umweltaktivistin und Sozialunternehmerin. Im Alter von 17 Jahren gründete sie das Cacao Project, eine Samentauschbörse und ein Sozialunternehmen, das mit über 200 Landwirten aus der Region San Fernando zusammenarbeitet.

## Biographie
Mabulo kam 1998 in Manila zur Welt, wuchs in Swansea auf und lebt heute in Camarines Sur im Südosten der Insel Luzon. Von klein auf beschäftigte sie sich mit dem Thema Ernährung. Sie nahm seit ihrem 12. Lebensjahr erfolgreich an mehreren Kochwettbewerben teil.
Sie studierte mit einem Vollstipendium im Rahmen der Young Southeast Asian Leaders Initiative (YSEALI) an der Brown University Social Entrepreneurship and Economic Development.
Als die Philippinen 2016 durch den Taifun Nock-ten betroffen wurde und fast die gesamte Lebensmittelversorgung zerstört wurde, organisierte Mabulo eine Social-Media-Kampagne, um Spenden zu sammeln. Sie stellte aber auch fest, dass Saatgut für den Wiederaufbau der landwirtschaftlichen Flächen benötigt wurde. Die Bäume, die stehen blieben, waren Kakaobäume.
Dies veranlasste sie, das Kakaoprojekt ins Leben zu rufen, das durch die Bereitstellung widerstandsfähiger und resistenter Pflanzen zum Klimaschutz beiträgt und den Bauern ein Einkommen verschafft. Im Rahmen des Projekts wurden 200 Bauern in agroforstwirtschaftlichen Techniken geschult, über 70.000 Bäume auf 70 Hektar Land gepflanzt, zwei Wasserquellen wiederhergestellt und umweltfreundliche Techniken zur Schädlingsbekämpfung und Düngung der Pflanzen eingesetzt. Sie rechnete mit einem Umsatz von etwa 11,2 Millionen Pesos [etwa 180.000 €] und einer Bruttomarge von etwa 1 Million Pesos [etwa 16.000 €] aus der ersten Kakaoernte des Jahres 2020. Das Projekt versorgt die Bauern auch mit Saatgut für Grundnahrungsmittel wie Pak Choi, Kürbis und Okra.
Ihr Engagement zielt auch darauf ab, die Wahrnehmung und den Respekt der Landwirte in der Gesellschaft und auch das Selbstbild verändern, da nach ihrer Meinung die Landwirtschaft von grundlegender Bedeutung für die Bekämpfung des Klimawandels ist.
Mabulo erklärte, dass sich die Themen Umwelt und Klima durch alle Bereiche des täglichen Lebens zögen und man die Lücke schließen müsse, die die Konsumenten von den Produzenten trenne.
Sie gründete auch das Projekt The Culinary Lounge, bei dem Landwirte durch die Verwendung lokaler Zutaten unterstützt werden.
Mabulo ist die Moderatorin einer National-Geographic-Minidokumentation, Nat Geo Presents: Food Costs: Diet vs. Planet, die sich mit nachhaltiger Ernährung.

## Auszeichnungen und Anerkennungen
- 2016 Finalistin beim Kochwettbewerb Junior MasterChef Pinoy Edition[1][12]
- Preis für das beste Dessert in Asien bei der Disciples des Escoffier Young Talent Trophy auf der Restaurant and Bar Show in Hongkong[1]
- 2021 Auszeichnung als wegweisende Produzentin durch 50 Next under The World's 50[13]
- 2018 Ehrung als herausragenden Junglandwirtin der Philippinen[4]
- 2019 Young Champion of the Earth durch das Umweltprogramm der Vereinten Nationen[5][14]
- 2020 Aufnahme in die Forbes-Liste 30 under 30 Asia[15] als einer der Hauptpreisträger[16]
- 2021 Auszeichnung als „Freund der Menschlichkeit“ durch die Friendship Ambassador Foundation[17]
- 2023 Aufnahme in die BBC-Liste der 100 Frauen[18]